# Ceraphron nubeculatus
Ceraphron nubeculatus är en stekelart som först beskrevs av Julius Theodor Christian Ratzeburg 1852.  Ceraphron nubeculatus ingår i släktet Ceraphron och familjen pysslingsteklar. Inga underarter finns listade i Catalogue of Life.